# 西野修平
西野 修平（にしの しゅうへい、1972年12月25日 - ）は、日本の政治家。大阪府河内長野市長（1期）。元大阪府議会議員（6期）。

## 来歴
大阪府東大阪市出身。関西大学商学部卒業後、富士通に入社。
1998年、富士通を退社し、翌1999年に大阪府議会議員選挙河内長野市選挙区に立候補するが、惜敗。その後、衆議院議員秘書を経て、2003年の府議選で初当選し、以後、6期連続当選。
自由民主党に所属していたが、2010年3月に自民府議団を離れ、大阪維新の会に参加。
2017年10月、第48回衆議院議員総選挙大阪13区において日本維新の会の公認候補を支援せず、実兄の西野弘一元衆議院議員（無所属）を支援する意向を示し、兄を応援することが反党行為に繋がるとして、日本維新の会と大阪維新の会の両方を離党した。西野は「兄弟が選挙に向かうのを放ってはおけない。人の道を通す」とし、今後は無所属で活動するとしたものの、政策が同じ維新の大阪都構想などには協力するとした。その後、府議会では1人会派「創生保守」を結成して活動した。
2020年7月12日投開票の河内長野市長選では、大阪維新の会の公認候補ではなく、現職の島田智明の支持を表明した。その理由として、西野は島田が報酬3割カットや退職金ゼロなど「身を切る改革」を実行していることを挙げ、「大阪府民の多くは吉村（洋文）知事の代わりはいないと思っているのと同じように、私も島田市長の代わりはいないと考えています」と語っている。他方、自身の支援者の中には維新の公認候補を応援していた者もいたことを選挙後に明かし、「その方々のお気持ちを考えると実のところ心が張り裂けそうでした」とも語っている。
同年12月16日、府議会の自民党会派に10年ぶりに復帰した。復党の理由に関しては、河内長野市をはじめ南河内地域の人口減少や産業流出などが顕著であり、これらは大阪府だけで克服できる課題でなく、政府や自民党とのパイプをより強固にしていくことが、今後の南河内地域の再生につなげられると感じたからと語っている。
2021年8月10日、第49回衆議院議員総選挙で大阪15区から自民党公認での立候補を目指す意向を表明したが、9月15日に行われた党員投票の結果、現職の竹本直一の娘婿である加納陽之助に敗れた。加納は同年10月の衆院選で落選。
2022年4月11日、兄・弘一が府議会の一人会派を解散し、大阪維新の会府議会議員団に入団した。西野は翌日に自身のブログ上で、弘一との兄弟としての縁が終生切れることはないとしつつも、行動を共にした兄弟が別の道を歩んでいると綴った。
2023年4月の大阪府議選では、西野は1人区において、自民党の候補のなかで唯一当選を果たした。他方、府議選と同時に行われた大阪府知事選では、自民党府連が自主支援した谷口真由美に対して、過去に谷口がテレビ番組や書籍で自民党政権への批判を繰り返してきた経緯から、西野ら自民府議3人は「谷口を一切支援しない」とする声明文を公表した。西野自身はTwitter上で、「安倍（晋三）元総理肝入りの自民党改憲草案を小バカにする著書を出版するような方を自民党が支援することはあり得ません。そんな動きがあるなら、全力で阻止する」と述べている。
同年8月2日、自民党は次期衆院選で島田を大阪15区に擁立し、加納を大阪10区に国替えすると発表した。
2024年6月14日、衆院選への立候補が内定していた島田が、自身の任期満了に伴う河内長野市長選挙（6月30日告示、7月7日投開票）への不出馬を正式表明した。島田が市幹部らに後継を打診したものの、いずれも固辞されていたこともあって、西野はその後継として、6月24日に市長選への立候補を表明した。また、自民党籍を残しながらも、特定の政党に推薦を求めない意向も示した。市長選では結局、告示日に西野以外の立候補者の届出がなかったため、無投票による西野の初当選が決まった。

## 人物
- 2013年3月に堺市議会議員（当時）の小林由佳と結婚し[20]、結婚式4ヶ月後に第一子の長男が、2015年2月には第二子・第三子の双子の娘が誕生している[21][22]。
- 奥河内ムービー・プロジェクトのゼネラルプロデューサーとして、2020年10月公開の映画『鬼ガール!!』の制作を主導した[23]。

## 不祥事
2023年5月16日、同年の府議選で選挙運動を手伝う見返りとして報酬を支払う約束をしたとして、西野の事務所職員の女性が公職選挙法違反（買収約束、事前運動）の罪で逮捕され、6月5日に大阪簡裁は、罰金50万円の略式命令を出した。

## 脚註・参考
1. 1 2  “大阪府議の西野氏が立候補表明　河内長野市長選、現職は不出馬”. 産経新聞. (2024年6月24日) 2024年7月1日閲覧。
2. 1 2  西野修平オフィシャルサイト プロフィール
3. 1 2  “行政ファイル：自民党府議団が単独第２会派に　／大阪”. 毎日新聞. (2020年12月17日) 2024年7月1日閲覧。
4. 1 2  “衆院選 維新府議が離党、衆院選めぐり「人の道通す」”. 産経新聞. (2017年10月6日) 2024年7月1日閲覧。
5. ↑  修平の独り言 大阪維新の会（日本維新の会）を離党（平成２９年１０月６日（金））
6. ↑  修平の独り言 河内長野市長選挙について（令和２年７月５日（日））
7. ↑  修平の独り言 戦いを終えて（令令和２年７月１３日（月））
8. ↑  修平の独り言 自民党府議団に入団しました！（令和２年１２月１８日（金））
9. ↑  “現職引退説で風雲急　府議出馬表明、娘婿も禅譲狙う　大阪１５区”. 産経新聞. (2021年8月10日) 2024年7月1日閲覧。
10. ↑  “自民・衆院大阪15区、竹本氏の娘の夫・加納氏に　府連が公認申請へ”. 朝日新聞. (2021年9月15日) 2024年7月1日閲覧。
11. ↑  大阪府公式HP 最新！大阪府議会情報＿R4.4.11
12. ↑  修平の独り言 私と兄。（令和４年４月１２日（火））
13. ↑  大阪府議会議員選挙の速報・開票結果 統一地方選挙2023（読売新聞オンライン）
14. ↑  “谷口氏への自主支援、一部の自民府議が拒否　大阪府知事選で”. 産経新. (2023年2月15日) 2023年4月29日閲覧。
15. ↑  shuhei_nishinoのツイート（1620690991253712897）
16. ↑  “「無錫旅情」…歌手の尾形大作ら衆院出馬へ、自民が大阪支部長を選出”. 産経新聞. (2024年8月2日) 2024年8月2日閲覧。
17. 1 2  “大阪府河内長野市の島田市長　3選不出馬を正式表明　衆院大阪15区支部長専念へ”. 産経新聞. (2024年6月14日) 2024年8月2日閲覧。
18. ↑  “大阪・河内長野市長選に府議の西野修平氏が立候補へ　政党推薦は求めず”. 産経新聞. (2024年6月16日) 2024年7月1日閲覧。
19. ↑  “「非常に厳しい」　大阪維新・吉村代表の出身地で市長選「不戦敗」”. 朝日新聞. (2024年6月30日) 2024年7月1日閲覧。
20. ↑  shuhei_nishinoのツイート（313451008107880448）
21. ↑  平成26年12月25日(PDF:975KB) - 堺市
22. ↑  2013-09-09 00:00:20　☆やりましたね☆
23. ↑  修平の独り言 映画『鬼ガール！！』（仮）と『ザ・ブルーハーツ』（平成３０年１２月２８日（金））
24. ↑  “自民大阪府議の事務所職員に罰金　府議選で報酬約束”. 産経新聞. (2024年6月5日) 2024年7月1日閲覧。